# 2018 au Venezuela
Cet article présente les faits marquants de l'année 2018 au Venezuela.

## Évènements
- 28 mars : incendie du commissariat de Valencia (État de Carabobo).
- 20 mai : élection présidentielle, Nicolás Maduro est réélu.
- 4 août : le président vénézuélien Nicolas Maduro est sorti indemne d'une tentative d'assassinat à l'aide de drones chargés d'explosif. L'attentat a néanmoins fait sept blessés parmi des militaires[1].
- 20 août :  le bolivar souverain remplace le bolivar fort au taux de 1 bolivar souverain pour 100 000 bolivars forts.
- 9 décembre : élections municipales.

1. ↑  « Maduro sort indemne d’un attentat au drone », sur journaldemontreal.com, 4 août 2018 (consulté le 4 août 2018)